# Aspilota sylvaticae
Aspilota sylvaticae är en stekelart som beskrevs av Fischer 1969. Aspilota sylvaticae ingår i släktet Aspilota och familjen bracksteklar. Inga underarter finns listade.